# Apalharpactes mackloti
El trogón de Sumatra (Apalharpactes mackloti) es una especie de ave trogoniforme perteneciente a la familia Trogonidae.

## Distribución geográfica
Es endémica de las selvas montanas de Sumatra.